# James Mercer (mathématicien)
Pour les articles homonymes, voir James Mercer et Mercer.
James Mercer, né le 15 janvier 1883 à Bootle (près de Liverpool) et mort le 21 février 1932 à Londres, est un mathématicien britannique.

## Biographie
James Mercer est né d'un père banquier et a trois petites sœurs et cinq petits frères. Il étudie d'abord à l'université de Manchester, puis à l'université de Cambridge, où il a notamment comme professeurs Alfred North Whitehead, Edmund Taylor Whittaker et Godfrey Harold Hardy. Il fait son service militaire à la bataille du Jutland durant la Première Guerre mondiale. Il meurt à Londres, à l'âge de 49 ans, après des décennies de maladie.
Il démontre le théorème de Mercer (théorème d'analyse fonctionnelle), qui constitue la base de l'astuce du noyau, qui permet d'utiliser des algorithmes linéaires pour résoudre des problèmes non linéaires.